# Шевченко Максим Олександрович
Максим Олександрович Шевченко (рос. Максим Александрович Шевченко; нар. 11 лютого 1983, Єйськ, Краснодарський край, РРФСР) — російський футболіст, півзахисник.

## Життєпис
У 1999-2001 роках грав за аматорський клуб «Центр-Р-Кавказ» (Краснодар). У першості Росії виступав у першому (2005, 2006-2011/12, 2012/13 — 2013/14) та другому (2002-2005, 2011/12, 2013/14) дивізіонах за команди «Спартак» Анапа (2002), «Краснодар-2000» (2003-2005), «Амур» Благовєщенськ (2005), «Балтика» Калінінград (2006-2007), «Салют» Бєлгород (2008-2010, 2011-2013), «Кубань» Краснодар (2010), «Волгар» Астрахань (2011), «Енергомаш» Бєлгород (2013), «Торпедо» Армавір (2014 року). У 2014 році зіграв 16 матчів за ФК «Севастополь», які згодом анульовали.
Грав за аматорські клуби «ДПС-Спартак» Краснодар (2015), «Піонер» Ленінградська (2015), «Кубань Холдинг» Павловська (2016), «Витязь-Меморіал» Старомінська (2017), «Магнат» Краснодар (2017), «Спартак» Раєвська (2018), «Кубань Холдинг-2» Павловська (2019).
З 2020 року працює асистентом головного тренера клубу «Кубань Холдинг» Павловська.